# Lorcha (embarcação)

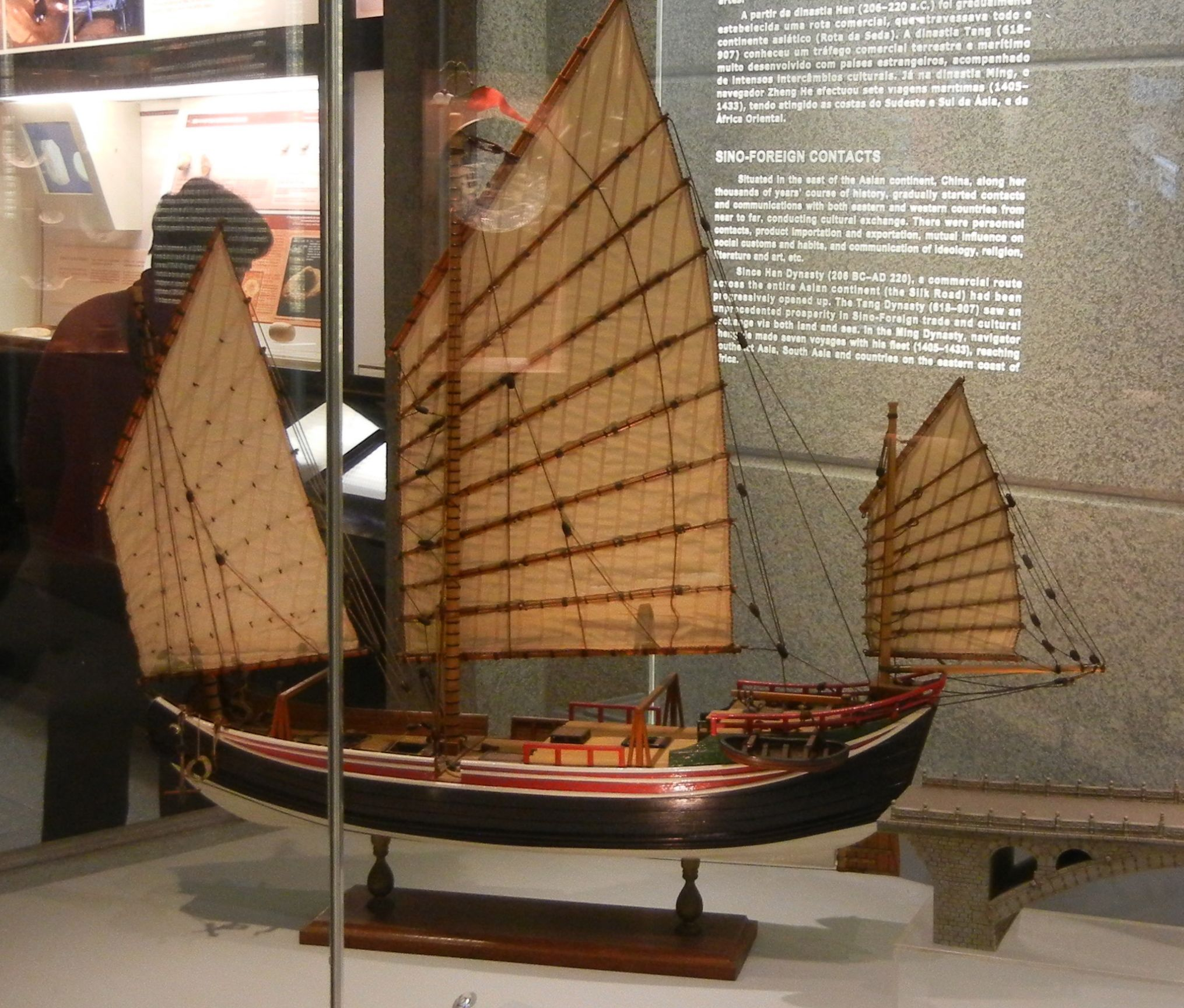
Lorcha

A Lorcha pode ser definida de uma maneira simplista como a fusão entre as construções navais europeias e chinesas; da primeira retirou a forma do casco, e da segunda o velame, numa combinação que criou uma embarcação rápida e de fácil manobra, tornando-se na embarcação emblemáticas da presença Portuguesa nos Mares da China.

## Características
As dimensões exactas destas embarcações variavam bastante, havendo lorchas que iam desde 30 a 50 toneladas de arqueação, o que significa que teriam entre 25 e 35 metros de comprimento, e entre 6 e 8 metros de boca, e um calado na casa dos 2,5/3 metros. Tradicionalmente eram construídas em madeira locais (cânfora, teca, etc.), arvoravam dois ou três mastros.

## História
Em inglês, e de acordo com o "Third New International Dictionary of the English Language", a origem do nome deriva da presença portuguesa sem mais acrescentar.
Se a génese ocorreu em Macau, este tipo de embarcação disseminou-se pela Ásia, tendo havida lorchas construídas de Bangkok a Singapura, tendo sido referenciadas viagens até perto das costas do Japão e da Coreia. O seu período áureo foram o século XVIII e o século XIX. Com o advento do motor, e de carreiras mais ou menos regulares de cabotagem, estas embarcações foram desaparecendo das águas do Mar da China no princípio do século XX.
Segundo os registos da Capitania de Macau, em meados do século XIX existiam na altura mais de 60 lorchas.
Nos anos 80, foi construída pela Marinha Portuguesa uma réplica no território, que recebeu o nome de Lorcha Macau, e o número de amura UAM 202.

## Luta contra a pirataria
Algumas lorchas foram armadas com peças de artilharia e utilizadas, em particular pelos portugueses em Macau, como embarcações de combate à pirataria no Mar da China. Algumas destas acções são conhecidas, com descrições da época, bem como os seus nomes: Adamastor, Leão Terrível, Amazona, Tritão. No auge da luta contra a pirataria, as lorchas de Macau (então sob controlo português), tinham uma tripulação mista composta habitualmente por terço de portugueses e o restante de orientais, com predomínio de chineses. A tripulação rondava os 30 homens.